# Théorème des ultraparallèles

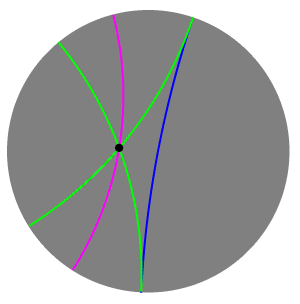
Modèle du disque de Poincaré : les droites rose et bleue sont ultraparallèles ; les droites vertes sont deux parallèles asymptotes à la droite bleue.

En géométrie hyperbolique, deux droites peuvent être sécantes, parallèles asymptotes (elles ont un point à l'infini commun), ou ultraparallèles.
Le théorème des ultraparallèles affirme que tout couple de droites ultraparallèles possède une unique perpendiculaire commune (c'est-à-dire une droite coupant à angle droit les deux autres).

## Construction de Hilbert
Soit r et s deux droites ultraparallèles. Prenant deux points distincts A et C sur s, on appelle B et B' leurs projections orthogonales sur r.
Si AB = CB', par symétrie, la droite des milieux de AC et BB' est la perpendiculaire commune cherchée.
Sinon, on peut supposer que AB < CB' . Soit E un point de s tel que A soit entre E et C. On prend A' sur CB' tel que A'B' = AB. Partant de A', on trace une demi-droite s' du côté de E, telle que l'angle B'A'E' soit égal à l'angle BAE. s' et s se coupent en un point (ordinaire) D'. On prend D sur la demi-droite AE tel que AD = A'D'. On a D' ≠ D, les deux points sont sur s et à la même distance de r, donc la médiatrice de DD' est la perpendiculaire commune cherchée. L'unicité de la perpendiculaire résulte de ce qu'il est impossible de construire un rectangle en géométrie hyperbolique. D'autre part, si r et s étaient parallèles asymptotes, la construction échouerait, parce que les droites s' et s seraient également parallèles asymptotes.

## Modèle de Beltrami-Klein
Dans le modèle de Beltrami-Klein, deux ultraparallèles sont des cordes ne se coupant pas à l'intérieur du cercle unité ; on démontre que la perpendiculaire commune cherchée est la polaire par rapport au cercle de leur point d'intersection (ou de leur point à l'infini si elles sont parallèles).